# Aphanophleps
Aphanophleps is een geslacht van vlinders van de familie spanners (Geometridae), uit de onderfamilie Sterrhinae.

## Soorten
- A. adaucta Warren, 1901
- A. rubricolor Thierry-Mieg, 1892
- A. vinosaria Warren, 1906
- A. vulpina Warren, 1906